# Typ 74 (czołg)
Typ 74 (jap. 74式戦車 74-shiki sensha) – współczesny japoński czołg podstawowy, znajdujący się w uzbrojeniu japońskich Sił Samoobrony od 1975 roku.

## Historia
Na początku lat sześćdziesiątych XX w. dowództwo Japońskich Sił Samoobrony stwierdziło, że czołgi Typ 61 są już przestarzałe i nie odpowiadają warunkom pola walki. W związku z tym na początku 1962 r. w zakładach Mitsubishi rozpoczęto pracę nad nowym typem czołgu – miał to być czołg podstawowy o parametrach zbliżonych do amerykańskiego czołgu M60 Patton i niemieckiego Leopard 1. 
Projektowanie nowego czołgu zakończono w 1964 r., a pierwszy jego prototyp, oznaczony jako STB 1, został zbudowany w 1968. W 1969 r. zbudowano kolejny prototyp, w którym zamontowano system automatycznego ładowania armaty. Prototyp ten oznaczono jako STB 2. System ten nie zdał egzaminu i ostatecznie w 1973 r. zbudowano kolejny prototyp STB 6, który stał się egzemplarzem wzorcowym do produkcji seryjnej. 
Produkcję seryjną czołgu, który oznaczono jako Typ 74, rozpoczęto w zakładach Mitsubishi we wrześniu 1975 roku. Początkowo zamówiono 225 czołgów, które miały zostać wyprodukowane do 1980 roku, jednak ich produkcję zakończono dopiero w 1989 roku. Łącznie wyprodukowano 893 czołgi Typ 74.

### Wersje czołgu Typ 74
- Typ 74 – wersja podstawowa
- Typ 78 ARV – wóz pogotowia technicznego
- Typ 87 SPAAG – samobieżne działo przeciwlotnicze, uzbrojony w dwie 35 mm armaty KDA Oerlikon-Bührle. Zbudowany na zmodyfikowanym podwoziu Typ 74[1].

## Opis konstrukcji
Typ 74 to czołg podstawowy pierwszej generacji o konstrukcji zbliżonej do czołgów M60 Patton i Leopard 1. 
Kadłub jest spawany z płyt pancernych, w układzie klasycznym. W przedniej części kadłuba znajduje się miejsce kierowcy, a następnie umieszczona jest wieża, w której znajdują się miejsca pozostałych członków załogi: dowódcy, celowniczego i ładowniczego. Z tyłu kadłuba umieszczony jest silnik. Wieża jest odlewem, który w najgrubszym miejscu ma około 110 mm.
W wieży umieszczona jest licencyjna brytyjska armata Royal Ordnance L7A3 kal. 105 mm (z przewodem bruzdowanym), produkowana w Japonii. Armata jest stabilizowana w dwóch płaszczyznach za pomocą układów elektrycznych. Z armatą sprzężony jest japoński karabin maszynowy Typ 74 kal. 7,62 mm. Na wieży zamontowano przeciwlotniczy karabin maszynowy Browning M2HB. 
Stanowisko dowódcy wyposażono w niską, obrotową wieżyczkę i dwa przyrządy obserwacyjne: jeden o powiększeniu 8x, a drugi - 1x. Identyczne powiększenia przyrządów obserwacyjno-celowniczych zastosowano na stanowisku działonowego. Dowódca i działonowy mogą korzystać ponadto ze wskazań dalmierza laserowego i aktywnych przyrządów do prowadzenia obserwacji w nocy.
Napęd czołgu stanowi silnik wysokoprężny, chłodzony powietrzem, 10-cylindrowy Mitsubishi 10 ZF Typ 22, który osiąga moc około 530 kW przy 2200 obr./min. Zespół napędowy Mitsubishi MT75A (6 biegów do przodu, 1 wsteczny) zawiera sprzęgło wielotarczowe, planetarną skrzynię biegów i mechanizm różnicowy. Zawieszenie hydropneumatyczne, z łączonymi wzajemnie siłownikami, zapewnia m.in.: pochylenie poprzeczne kadłuba o 9°, zmianę prześwitu pojazdu (w zakresie ±0,2 m) i duży kąt ostrzału armaty w płaszczyźnie pionowej. Kontrolę nad działaniem zawieszenia sprawują dowódca czołgu i kierowca.
Gąsienicowy układ jezdny ma dziesięć (2x5) podwójnych, ogumionych kół nośnych, zębate koła napędowe (z tyłu), koła napinające (z przodu) oraz gąsienice (spinane metalowymi sworzniami), których górne gałęzie opierają się na kołach nośnych (nie ma rolek podtrzymujących). Każdy czołg wyposażono w dwa komplety gąsienic: gumowo-metalowe (do poruszania się po publicznych drogach utwardzonych) i metalowe bez gumowych poduszek (do poruszania się po bezdrożach) oraz układ ochrony przed skutkami użycia broni masowego rażenia.
Typ 74 przystosowano do pokonywania przeszkód wodnych po dnie, po przygotowaniu, które zajmuje 20-30 minut.

## Użycie
Czołg Typ 74 znajduje się na wyposażeniu Japońskich Sił Samoobrony od 1974 roku. Pierwotnie zastąpił czołg Typ 61. Od lat 90. XX wieku Typ 74 stopniowo jest zastępowany przez czołgi typu Typ 90. W 2000 r. w armii japońskiej znajdowało się jeszcze około 800 czołgów Typ 74.